# 算法信息论
算法信息论（Algorithmic information theory）是使用理论计算机科学的工具，研究复杂性概念的学科领域。它是信息理論的一環，关注計算與信息之間的關係。按照Gregory Chaitin的说法，它是“把香农的信息论和图灵的可计算论放在调酒杯使劲摇晃的结果。”